# Zähringerdenkmal

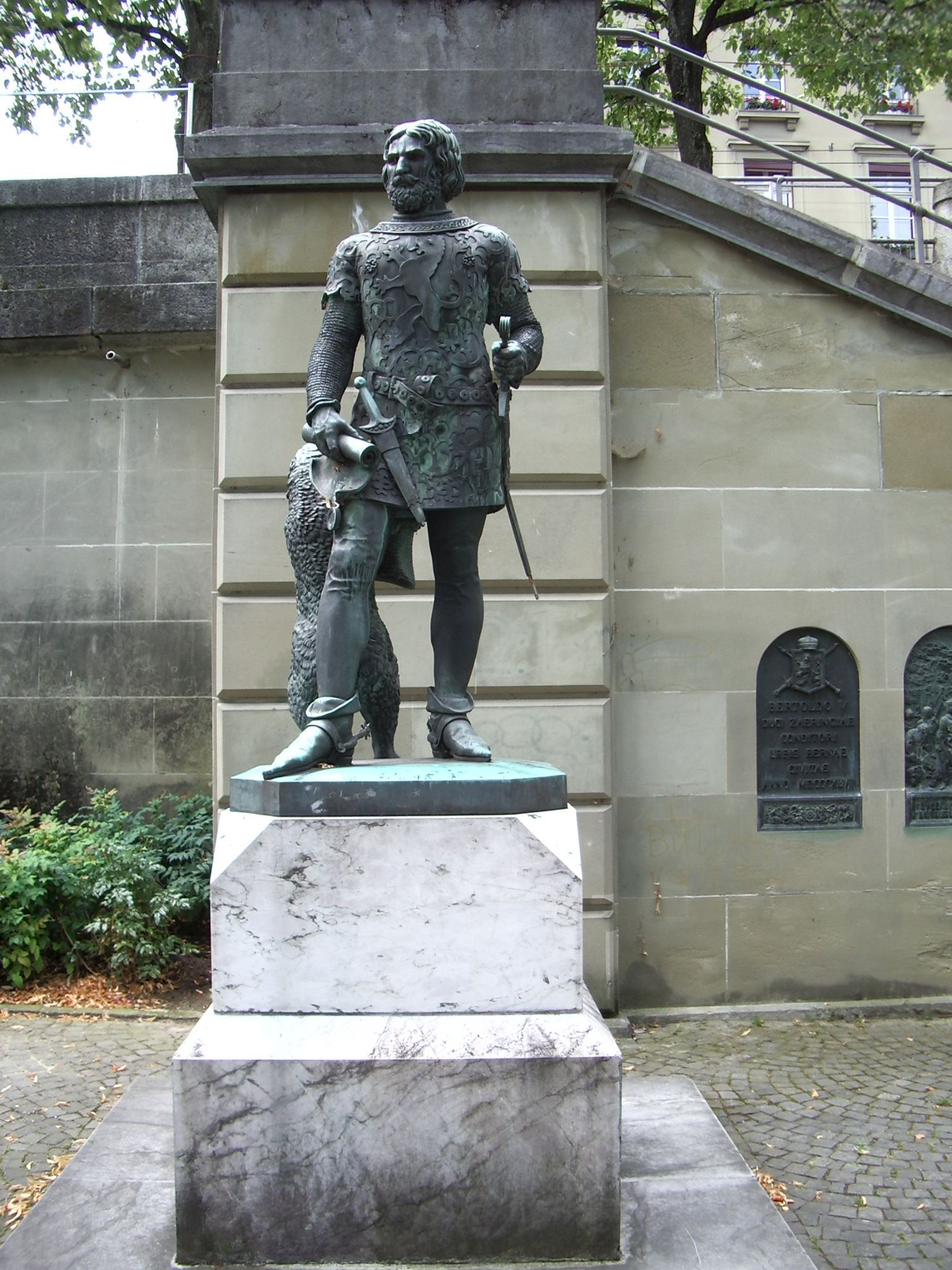
Das Zähringerdenkmal

Das Zähringerdenkmal ist ein Denkmal für Berchtold V. von Zähringen im Nydegghöfli bei der Nydeggkirche in Bern.

## Geschichte
Das Denkmal wurde in der Königlichen Erzgiesserei in München gegossen und am 8. Mai 1847 auf der Münsterplattform enthüllt. Karl Emanuel Tscharner schuf dazu die vier Bronzetafeln, die an dem von Jakob Friedrich Studer entworfenen Postament befestigt wurden. Ende 1961 wurde das Denkmal von der Plattform entfernt und 1968 mit einem neuen Sockel im Nydegghöfli aufgestellt. Die vier Tafeln wurden in die Stützmauer der Nydeggasse eingelassen.
Seit dem 19. Jahrhundert wird auch der sogenannte Zähringerbrunnen von 1535 mit Berchtold V. in Verbindung gebracht.